# Mandalorien
Pour les articles homonymes, voir Mandalorien (homonymie).
Peuple apparaissant dans
Star Wars.
Les Mandaloriens sont un peuple apparaissant dans la saga Star Wars. Originaires de Mandalore, ils sont régulièrement en guerre avec la République galactique et les Jedi, leurs plus grands ennemis. Durant la guerre des clones, ils sont divisés entre les Nouveaux Mandaloriens qui pronent la paix et la Death Watch qui souhaite honorer leurs traditions guerrières. Sous l'Empire, certains rejoignent l'Alliance rebelle. Incapable de les contrôler, les impériaux décident de bombarder la surface de Mandalore. Seules quelques factions, comme la Death Watch exilée sur un autre monde, survivent.
Ils apparaissent dans le film Star Wars, épisode II : L'Attaque des clones et mis en avant dans de nombreuses œuvres dérivées telles que les jeux vidéo Knights of the Old Republic et sa suite, ainsi que les séries télévisées The Clone Wars, Rebels, The Mandalorian et Le Livre de Boba Fett.

## Univers
L'univers de Star Wars se déroule dans une galaxie qui est le théâtre d'affrontements entre les Chevaliers Jedi et les Seigneurs noirs des Sith, personnes sensibles à la Force, un champ énergétique mystérieux leur procurant des pouvoirs psychiques. Les Jedi maîtrisent le Côté lumineux de la Force, pouvoir bénéfique et défensif, pour maintenir la paix dans la galaxie. Les Sith utilisent le Côté obscur, pouvoir nuisible et destructeur, pour leurs usages personnels et pour dominer la galaxie.

## Histoire

### Univers officiel

#### Avant la guerre des clones
Dans le livre Star Wars: Absolutely Everything You Need to Know, Updated and Expanded, les Mandaloriens étaient considérés comme des guerriers redoutés qui sont devenus mercenaires et chasseurs de primes.
Les Mandaloriens sont finalement entrés en contact avec la République galactique et ont combattu leurs protecteurs Jedi.
Les Mandaloriens en voyant les capacités de force des Jedi ont créé des gadgets, des armes et des armures pour contrer les capacités des Jedi. Malgré l'animosité entre les Mandaloriens et les Jedi, un Mandalorien, Tarre Vizsla est devenu le premier Jedi Mandalorien. En tant que Jedi, Vizsla a construit le sabre laser noir et l'a utilisé pour unir son peuple comme « Mand'alor ».

#### Guerre des clones
Des années de guerre laissant la planète Mandalore inhospitalière, forcèrent les Mandaloriens à vivre au sein de villes protégées par des dômes. Un gouvernement pacifique, mené par la duchesse Satine Kryze, arriva au pouvoir au terme d'une guerre civile qui décima la majorité de la population. Elle aspirait à mener Mandalore au-delà de son passé violent et à instituer un gouvernement qui valorisait le pacifisme. Les insurgés furent exilés sur la lune Concordia.
Alors que les guerres des clones balayaient la galaxie, le perfide gouverneur Pre Vizsla a ressuscité les guerriers Mandaloriens de Concordia, et avec eux, leur légendaire armure de combat redoutée à travers la galaxie. Soutenu par le comte Dooku et les séparatistes, Vizsla a commencé à construire une armée sous le nom de Death Watch pour reprendre Mandalore. Comme le coup d'État est devenu inopportun, Dooku a abandonné le Death Watch. À la suite de quoi, les guerriers ont erré dans la galaxie pendant un certain temps.
Au cours de la dernière année de la Guerre des Clones, la Death Watch tenta une nouvelle fois de conquérir Mandalore. Après s'être allié avec l'ancien Seigneur Sith Dark Maul et son alliance de syndicats du crime, le Collectif des Ombres, Pre Vizsla organisa une série de frappes contre la capitale Sundari. Les forces de sécurité de Kryze furent incapables de lutter contre les criminels et la population se rassembla sur la place attenante au palais royal de Sundari pour exiger des actions. Capitalisant sur la panique, Pre Vizsla et ses Death Watch promirent publiquement aux gens de Sundari de les protéger contre de nouvelles attaques.
Une fois que ses hommes eurent arrêtés les criminels, la population acclama Vizsla qui en profita pour jeter secrètement Satine Kryze en prison. Vizsla devenu le Mand'alor et le nouveau Premier Ministre, il jeta Maul et son frère Savage Opress en prison. Au cours de sa détention, Maul et Opress s'allièrent avec l'ancien Premier Ministre Almec dans l'espoir que ce dernier se montrerait plus docile que Vizsla à la tête de la planète. Ensemble, ils s'échappèrent et se rendirent jusqu'au palais royal où Maul défia Vizsla en combat singulier. Maul parvint à prendre le dessus sur son adversaire et Pre Vizsla fut exécuté par sa propre arme, le Sabre Noir. Maul revendiqua le titre de Mand'alor. Almec retrouva son ancien poste et au cours d'une allocution publique, il accusa Satine Kryze du meurtre de Vizsla justifiant ainsi l'arrestation de l'une et la disparition de l'autre.
La prise de pouvoir de Maul fut toutefois contestée par Bo-Katan Kryze, un des plus fidèles lieutenants de Vizsla et la sœur de la Duchesse Satine. Refusant d'être dirigée par un étranger, la dirigeante des Nite Owls refusa de prêter allégeance à Maul et s'enfuit avec ses hommes. Avec l'aide de son neveu Korkie, elle attaqua la prison de Sundari pour faire libérer la Duchesse Satine dans l'espoir que cette dernière contacte la République. Satine eut tout juste le temps de faire parvenir un message à l'Ordre Jedi avant d'être capturée. En raison de la neutralité de Mandalore, le Conseil Jedi se refusa à intervenir. Obi-Wan Kenobi prit sur lui de voler à la rescousse de Satine. Il infiltra les forces Death Watch et libéra la duchesse de prison. Cependant, ils furent tous deux capturés alors qu'ils tentaient de partir de Mandalore. Conduits auprès de Maul, le Sith put enfin réaliser sa vendetta personnelle : il assassina Satine sous le regard impuissant de Kenobi avant d'envoyer le Jedi croupir en prison pour le reste de ses jours.
Au cours de son transfert vers la prison royale, Kenobi fut sauvé par Bo-Katan et ses hommes. A ce moment-là, les forces de la Death Watch et des Nite Owls commencèrent à s'affronter ouvertement dans les rues de Sundari. Alors que la ville plongeait dans le chaos, Bo-Katan conduisit le Jedi jusqu'à l'extérieur de Sundari où il put s'échapper. Pendant ce temps, Dark Sidious ayant pris connaissance de la situation sur Mandalore se rendit personnellement sur place pour se confronter à son ancien apprenti. Le combat se termina sur la mort d'Opress, mais Maul fut épargné par le seigneur des Siths.
Maul continue alors son règne sur Mandalore. Cependant, Bo-Katan cherche encore à vaincre son ennemi à cause de la prise de pouvoir de son peuple et de l'assassinat de sa sœur. Par l'intermédiaire d'Ahsoka Tano, elle demande à la République de l'aider. Cette fois-ci, la République accepte, et le Capitaine Rex, devenu commandant, est envoyé avec une partie de la 501ème légion. L'arrivée de la République sur Mandalore va être le début du siège de Mandalore. Ce siège se terminera par la capture de Maul par Ahsoka Tano, et la reprise du pouvoir par Bo-Katan Kryze. Parmi les alliés de Bo-Katan se trouve Ursa Wren.

#### Ère impériale
Durant Star Wars Rebels, une Mandalorienne nommée Sabine Wren du clan Wren de la maison Vizsla, fille d’Ursa Wren, fait partie de l'escadron Phoenix. En combattant Dark Maul, maintenant connu sous le nom de Maul, elle trouve le sabre noir, un ancien artefact mandalorien et jedi qui a appartenu au premier Jedi mandalorien. Le Sabre Noir était connu pour unir les clans de Mandalore. La façon dont on acquiert le sabre est de vaincre son propriétaire actuel et de le gagner en tant que nouveau vainqueur. Avec le Sabre Noir, Sabine espérait unir Mandalore et récupérer son honneur après avoir créé une arme qui tuerait les Mandaloriens. À son retour à Mandalore, elle obtient le soutien de sa mère Ursa, mais pas facilement. Elle avait eu des différends avec elle car sa mère s'était tournée vers l'Empire pour obtenir son soutien, finalement elle se rangea du côté de Sabine. Avec le Sabre Noir, elle rallie le Clan Wren et prend les armes contre le clan Saxon, qui a le soutien de l'Empire mais a perdu son chef, Gar Saxon, tué par Ursa après avoir été battu en duel par Sabine. 
Affrontant désormais le frère de Garr Saxon, Sabine est aidée par Bo-Katan Kryze, trahie et exilée par le Clan Saxon des années auparavant, pour détruire La Duchesse, l’arme qu’elle avait créée, seule capable de faire fondre le beskar et de tuer les Mandalorians. Sabine offre finalement le Sabre Noir à Bo-Katan, arguant que la raison pour laquelle ce sabre lui était venu était pour trouver un digne chef de Mandalore.

#### Après la chute de l'Empire
Après la chute de l'Empire c'est la Nouvelle République qui est fondée, le métier de chasseur de primes ne paie plus et beaucoup de Mandaloriens n'osent plus se montrer et préfèrent rester vivre en sous-sol la plupart du temps, les réserves de beskar ayant été pillées par l'empire. Le Mandalorien dont le vrai nom est Din Djarin reçoit une mission d'un ancien officier de l'empire entouré de nombreux stormtroopers, son commanditaire veut récupérer un colis afin de pouvoir refonder l'empire.

### Univers Légendes
À la suite du rachat de la société Lucasfilm par The Walt Disney Company, tous les éléments racontés dans les produits dérivés datant d'avant le 26 avril 2014 ont été déclarés comme étant en dehors du canon et ont alors été regroupés sous l’appellation « Star Wars Légendes ».

#### Origines
Vers 7 000 av. BY, le taung Mandalore Premier installe une colonie sur une planète alors sauvage,,. Il laisse son nom en héritage à cette planète : Mandalore (« Manda'yaim » dans sa langue), et au peuple qui l'habite : les Mandaloriens,. Leur territoire s'agrandit, des planètes comme Ordo, Shogun et Concord Dawn rejoignent l'« Espace mandalorien ».

#### Grande guerre Sith et guerres mandaloriennes
En 3 996 av. BY, les Mandaloriens alors dirigés par Mandalore l'Indomptable acceptent de participer à la grande guerre Sith et de soutenir les seigneurs Sith Ulic Qel-Droma et Exar Kun dans leur projet d'invasion de la République. Ils parviennent à conquérir les planètes Basilisk et Kuar. Leur chef est cependant vaincu en combat singulier par Quel-Droma afin d'obtenir l'allégeance de ses troupes. Celles-ci rejoignent ses vaisseaux et participent à de nombreuses batailles, dont celle de Coruscant. Ils sont finalement défaits sur Ondéron et contraints de se replier dans leur territoire.
En 3 976 av. BY, Mandalore l'Ultime, qui a succédé à Mandalore l'Indomptable, accepte peu la défaite. Il décide d'envahir Althir et Cathar, deux mondes hors des territoires contrôlés par la République, qui par conséquent n'intervient pas, c'est le début des guerres mandaloriennes. Les Mandaloriens s'en prennent ensuite à l'Espace Hutt durant plus de dix ans. À partir de 3 965 av. BY, les premiers raids contre la République ont lieu. D'importants mondes républicains sont conquis, tels que Taris, Ondéron et Iridonia. Malgré le fait que le conseil des Jedi se refuse à intervenir, Revan et Alek Squinquargesimus prennent le contrôle de la flotte républicaine. Revan parvient à défaire les Mandaloriens sur Malachor V en employant un générateur d'ombre-masse qui fait s'écraser les flottes républicaines et mandaloriennes sur la planète. Il tue finalement Mandalore l'Ultime lors d'un combat singulier.

#### Avant la guerre des clones
À la suite des guerres mandaloriennes, les Mandaloriens deviennent opportunistes et n'agissent que par intérêt. Ainsi, ils s'allient aux Jedi contre le Vassal Obscur lors de la bataille de Maltev IV vers 1 750 av. BY, mais soutiennent les Sith lors de la guerre contre les Jedi qui se termine par la bataille de Ruusan en 1 000 av. BY. Ils se réorganisent ensuite et deviennent militaristes. Craignant leur côté belliciste, la République et les Jedi dévastent leur planète Mandalore en 730 av. BY.
Cette guerre les marque, ils subissent une grande transformation sociale et deviennent pacifistes, ils se font dès lors appeler les « Nouveaux Mandaloriens ». Les armures mandaloriennes qui leur sont si caractéristiques disparaissent, seuls quelques clans qui refusent d'abandonner les anciennes traditions, continuent de les porter. Ces clans belliqueux se font généralement la guerre entre eux. En 44 av. BY, les Death Watch parviennent à éliminer les Vrais Mandaloriens, un clan rival. Ils s'en prennent ensuite à la duchesse Satine qui dirige les Nouveaux Mandaloriens, mais sans parvenir à la tuer.

#### Guerre des clones
Lorsque la guerre des clones éclate en 22 av. BY, la duchesse Satine fait son possible pour rester neutre dans ce conflit. Les troubles avec les Death Watch continuent. Le soldat clone Alpha-02, surnommé Spar, parvient à vaincre Satine et ses partisans. En arrivant au pouvoir, il prend le surnom de Mandalore le Ressuscité et amorce un retour aux anciennes traditions guerrières.

#### Ère impériale
Après la guerre des clones, Mandalore passe peu à peu sous contrôle impérial. Un superviseur est même présent sur place : le Suprema. Celui-ci est finalement éliminé lorsque le supercommando mandalorien Fenn Shysa détruit sa base en 3 av. BY.

#### Après la chute de l'Empire

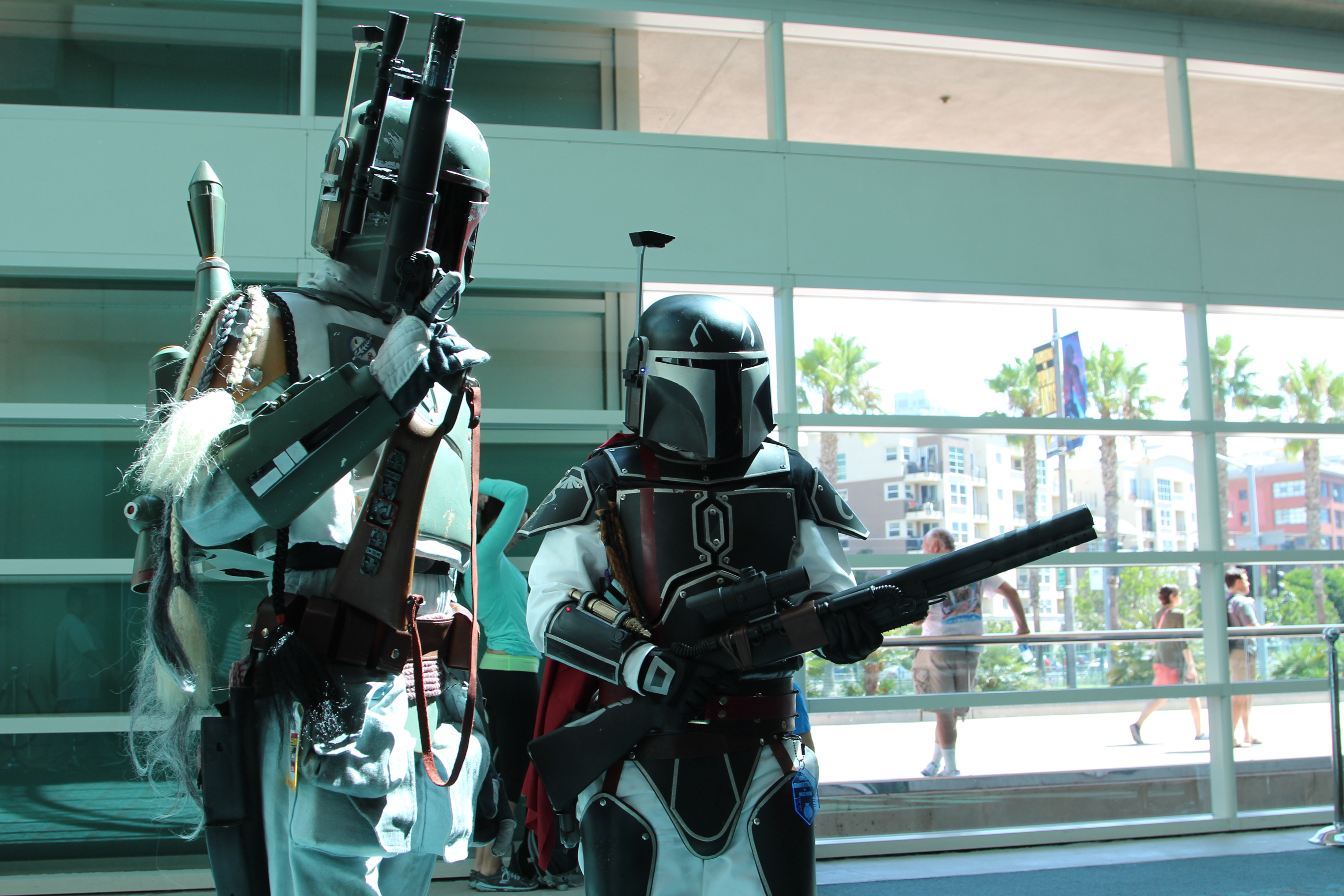
Cosplay de Boba Fett et d'un soldat mandalorien.

Des années plus tard, la Galaxie est envahie par les Yuuzhan Vong, une espèce originaire d'une autre galaxie. Aidé d'un supercommando mandalorien, Boba Fett parvient à repousser les envahisseurs hors de Mandalore. Lorsque ceux-ci sont finalement vaincus, il accepte de devenir le chef des Mandaloriens et tente de leur rendre leur gloire d'autrefois.

## Héritage
L'armure mandalorienne de Jango Fett a servi de modèle à l'armure de Phase I des soldats clones surnommée « boîte de conserve ».

## Membres
- Satine Kryze : duchesse de Mandalore[8], du clan Kryze, particulièrement pacifiste, même en temps de Guerre des Clones. Malgré le code Jedi, elle est aimée par Obi-Wan Kenobi. Elle est assassinée par Maul, en représailles[8].
- Bo-Katan Kryze : sœur de Satine, mais membre de la Death Watch. Plus belliqueuse que Satine, elle dirige les Mandaloriens qui s'opposent à Maul alors qu'il tente de prendre le contrôle de Mandalore, étant nommé Régente de Mandalore à la fin de la guerre, puis obtient durant l'ère impériale le Sabre Noir[9],[10].
- Pré Vizsla : dirigeant de la Death Watch. Il s'allie à Maul mais celui-ci l'exécute à la suite de leur duel pour décider de celui qui règnera sur Mandalore[8].
- Tarre Vizsla : créateur du Sabre Noir, membre de la Maison Vizsla, une des principales Maisons Mandaloriennes. Il a la particularité d'avoir été un Mandalorien et un Jedi à la fois[11].
- Ursa Wren: la mère de Sabine Wren et un membre des Nite Owls, elle est fidèle à Bo-Katan pendant la Guerre des Clones. C’est elle qui demande l’intervention de Bo-Katan.
- Sabine Wren : autre membre du clan Wren, de la Maison Vizsla (sa mère était de la Death Watch). Elle a conçu de dangereuses armes pour l'Empire, mais lorsqu'il s'est retourné contre Mandalore, elle a résisté et a quitté sa planète natale[12].
- Garr Saxon : membre du clan Saxon. Il dirige Mandalore sous l'Empire, en s'opposant notamment au clan Wren[12].

## Caractéristiques et langue
Physiquement, les Mandaloriens sont reconnaissables grâce à leur armure. Celle-ci est faite de plusieurs plaques séparées en beskar, un métal originaire de Mandalore que seuls les Mandaloriens sont capables de forger,. L'une de ses principales propriétés est d'être résistant aux sabres lasers. Reconnaissant sa valeur protectrice, de nombreux chasseurs de primes tel que Jango Fett, possèdent une armure mandalorienne, bien qu'ils n'aient pas la moindre affiliation avec Mandalore,. Le casque avec la visière en T est un élément caractéristique de l'armure. Les Mandaloriens parlent le Mando'a et la Basic.